# Giuseppe Siccardi
Giuseppe Siccardi (Verzuolo, 13 ottobre 1802 – Torino, 29 ottobre 1857) è stato un giurista e politico italiano.

## Biografia
Figlio di Giuseppe Nicola e di Cristina Ramusati, si laureò in giurisprudenza e intraprese la carriera di magistrato. Fatto conte da Carlo Alberto nel 1846, fu consigliere di Corte di cassazione del Regno di Sardegna nel 1847 e trattò invano con lo Stato Pontificio la modifica del Concordato nel 1849: alla fine di quello stesso anno fu nominato senatore e Ministro di grazia e giustizia e affari ecclesiastici, presentando al Parlamento le leggi che portano il suo nome. Si dimise da ministro della Giustizia l'8 febbraio 1851, sostituito il 7 aprile da Giovanni Filippo Galvagno. Il 15 aprile tornò in magistratura come presidente di Cassazione.
Sposato con quattro figli, fu consigliere comunale di Torino dal 1850 alla morte, oltre che cavaliere, poi commendatore e infine, il 28 ottobre 1855, Gran cordone dell'Ordine dei Santi Maurizio e Lazzaro. È sepolto nel Cimitero monumentale di Torino.